# Manuel Sánchez Silva
Manuel Sánchez Silva (Utrera, 1806-Utrera, 1881) fue un político español, diputado a Cortes durante el reinado de Isabel II y el Sexenio Democrático, además de senador durante aquel primer periodo y la Restauración.

## Biografía
Nació el 6 de julio de 1806 en la localidad sevillana de Utrera. En palabras de Mario Méndez Bejarano, «su desahogada posición social, sus conocimientos jurídicos, no menos que su significación política» le llevaron a las Cortes en varias ocasiones: representó a Cádiz en el Congreso desde 1841 hasta 1843, en 1846 y en 1850 fue diputado por Sevilla y en 1858 por Osuna. En 1861 fue nombrado senador y en 1865 pasó a obtener la condición de senador vitalicio, que quedó sin efecto con la revolución de septiembre y el cambio de régimen.
Volvió al Congreso en 1872. Restaurada la dinastía borbónica, ocupó asiento en el Senado en 1876, por la provincia de Sevilla. En 1877 le nombró senador la Corona y en 1879 obtuvo de nuevo la condición de senador vitalicio. En ambas cámaras pronunció discursos sobre asuntos relativos al comercio, impugnando el proteccionismo catalán, proponiendo la supresión de las corridas de toros e iniciando una campaña por la derogación de los fueros de las provincias vascongadas, empresa a la que, según Méndez Bejarano, «perseverantemente consagró toda su vida». La obra Crítica de los Fueros de las provincias de Álava, Guipúzcoa y Vizcaya (Madrid, 1884) incluyó discursos suyos acompañados de otros de Pedro de Egaña y Joaquín Barroeta y Aldamar. Falleció en su localidad natal el 10 de mayo de 1881. Había sido galardonado con condecoraciones como la gran cruz de Carlos III y la gran cruz de Isabel la Católica.